# جيانكارلو بوغاتي
جيانكارلو بوغاتي (بالإيطالية: Giancarlo Baghetti)‏ مواليد 25 ديسمبر 1934 في ميلانو، لومبارديا، إيطاليا، كان سائق فورملا 1 إيطالي سابق كان قد بدأ مسيرته الاحترافية سنة 1961. كان أول سباق له هو جائزة فرنسا الكبرى 1961، حقق أول فوز له في جائزة فرنسا الكبرى 1961. خاض خلال مسيرته 21 سباقاً، فاز في 1 منها.

## سباقات شارك فيها
- لو مان 24 ساعة
- بطولة العالم للسيارات الرياضية

## بطولات حققها
- جائزة فرنسا الكبرى 1961

## روابط خارجية
- جيانكارلو بوغاتي على موقع Racing-Reference.info (الإنجليزية)
- جيانكارلو بوغاتي على موقع DriverDB.com (الإنجليزية)
- جيانكارلو بوغاتي على موقع eWRC-results.com (الإنجليزية)